# Sławomir Mazurek (polityk)
Sławomir Mazurek (ur. 1 października 1979 w Zamościu) – polski politolog, polityk, urzędnik, przedsiębiorca i rzecznik prasowy, w latach 2015–2019 podsekretarz stanu w Ministerstwie Środowiska, w latach 2019–2020 podsekretarz stanu w Ministerstwie Klimatu, e
W latach 2022–2024 zastępca prezesa Narodowego Funduszu Ochrony Środowiska i Gospodarki Wodnej, w latach 2024–2025 doradca prezydenta RP, od 2025 doradca społeczny prezydenta RP.

## Życiorys
Absolwent Wydziału Nauk Historycznych i Społecznych Uniwersytetu Kardynała Stefana Wyszyńskiego, gdzie ukończył politologię ze specjalnością systemy polityczne i samorząd lokalny, a także podyplomowego studium Oceny i Wyceny Zasobów Przyrodniczych w Szkole Głównej Gospodarstwa Wiejskiego i Szkole Głównej Handlowej w Warszawie. Absolwent IESE Business School (Program Top Public Executive 2017–2018).
Podczas studiów działał w Niezależnym Zrzeszeniu Studentów oraz odpowiadał za komunikację społeczną w Stowarzyszeniu Młodzi Konserwatyści. Filister Korporacji Akademickiej Respublica. Zasiadał w parlamencie studentów UKSW oraz w senacie uczelni.
W 2001 rozpoczął pracę w gabinecie ministra w Ministerstwie Kultury i Dziedzictwa Narodowego, następnie pracował dla członka zarządu województwa mazowieckiego. Od 2003 do 2006 był rzecznikiem prasowym w Stołecznym Przedsiębiorstwie Energetyki Cieplnej SA w Warszawie, zaś w latach 2006–2007 – ministra środowiska. Należał do polskiej delegacji na szczyt klimatyczny w Nairobi oraz Sesję Zgromadzenia Ogólnego Organizacji Narodów Zjednoczonych w 2007. Później odpowiadał za promocję funduszy unijnych w Krajowym Zarządzie Gospodarki Wodnej i przewodniczył radzie nadzorczej Wojewódzkiego Funduszu Ochrony Środowiska w Olsztynie. Prowadził własne przedsiębiorstwo zajmujące się komunikacją i doradztwem strategicznym.
19 listopada 2015 powołany na stanowisko wiceministra środowiska, odpowiedzialnego za gospodarkę odpadami, fundusze ekologiczne i edukację ekologiczną. Wszedł także w skład rady Narodowego Centrum Badań i Rozwoju. W listopadzie 2019, po przekształceniach w strukturze ministerstw, przeszedł na funkcję podsekretarza stanu w Ministerstwie Klimatu. W styczniu 2020 odszedł z rządu. W latach 2020–2022 dyrektor zarządzający w Banku Ochrony Środowiska, główny ekolog banku. W marcu 2022 został powołany na stanowisko zastępcy prezesa Narodowego Funduszu Ochrony Środowiska i Gospodarki Wodnej. W styczniu 2024 zakończył pełnienie tej funkcji. W lutym tego samego roku prezydent Andrzej Duda powołał go na swojego doradcę. 5 sierpnia 2025 zakończył pełnienie tej funkcji. Jeszcze w tym samym miesiącu dołączył do administracji nowego prezydenta RP Karola Nawrockiego obejmując stanowisko doradcy społecznego.
Członek Stowarzyszenia na Rzecz Zrównoważonego Rozwoju Polski.